# João Ramalho
João Ramalho (Vouzela, Reino de Portugal, 1493 — São Paulo dos Campos de Piratininga, Capitania de São Vicente, 1582) foi um explorador e colonizador português. Sua identidade e origem têm sido muito debatidas, sendo considerado ora náufrago, ora degredado, desertor ou aventureiro. Já foi considerado de origem nobre, alegação hoje tida como refutada, e também surgiu a teoria, nunca comprovada, de que era judeu ou cristão-novo. Viveu boa parte de sua vida entre os índios tupiniquins, após chegar ao Brasil em torno de 1510. Foi inclusive, chefe de uma aldeia após se tornar genro do cacique Tibiriçá, importante líder indígena tupiniquim na época dos primeiros anos da colonização portuguesa no Brasil. Teve um papel importante na aproximação entre os índios que liderava e os portugueses e no povoamento de São Paulo, principalmente após a chegada de Martim Afonso de Sousa, com quem se encontrou no território de São Vicente e fez grande amizade. Por outro lado, em função de suas alianças políticas, chefiou guerras contra etnias inimigas dos tupiniquins e contra grupos rivais de Tibiriçá, e foi um dos responsáveis pelo estabelecimento do tráfico de escravos indígenas.
Vivia no povoado de Santo André da Borda do Campo, onde em 1553 foi transformado em uma vila pelo governador-geral do Brasil na época, Tomé de Sousa. Ramalho foi vereador e alcaide (prefeito) da vila. É descrito nos registros históricos como um homem de cor morena devido ao sol, com grande porte atlético. Possuía uma longa barba. Algumas fontes indicam seu nome original como João Maldonado. Fundou uma dinastia de caboclos caipiras que, no século XVII, teve lugar de destaque na empreitada comercial-militar conhecida como bandeiras.
As fontes da época sobre sua vida são poucas e parte de sua história foi construída por lendas. Personagem marcante mas controverso já na percepção dos seus contemporâneos, a reconstrução de sua memória tem dado margem a muita polêmica desde o século XIX. Para muitos foi um herói, figura importante na história paulista, chamado, inclusive, de Patriarca dos Bandeirantes, Pai dos Paulistas ou, ainda, Fundador da Paulistanidade; Para outros, foi um símbolo exemplar do violento processo colonizador português, que por meio de alianças matrimoniais com tupis, teria modificado radicalmente as sociedades nativas, não hesitando em usar, oprimir e escravizar outros indígenas para alcançar seus próprios interesses.

## Biografia
João Ramalho teve uma vida pobremente documentada, aparecendo em citações em geral breves e às vezes indiretas, em cartas dos padres da Companhia, atas municipais, seu testamento e outros documentos. Além disso, alguns desses testemunhos são de credibilidade questionável. A fragilidade da documentação já deu margem a muita especulação carente de evidência sólida. Diz o pesquisador Rafael Scabin que "ainda que João Ramalho seja mais citado na correspondência do que outros colonos do planalto, o número dessas referências e as informações disponíveis são bastante reduzidas. Por isso, a utilização das passagens sobre o personagem na historiografia consistiu fundamentalmente na repetição de alguns curtos trechos, que acabaram por se tornar emblemáticos".
Era filho de João Velho Maldonado e Catarina Afonso de Balbode. Nasceu possivelmente em Vouzela, no Distrito de Viseu, em Portugal, provavelmente na Quinta de Valgode, terra que pertenceu à família Malafaia. O local exato de seu nascimento também é atribuído a Barcelos. Casou cedo com uma portuguesa, Catarina Fernandes das Vacas. Pesquisas concluíram que ele não tinha origem na nobreza. A descoberta foi feita a partir de análises caligráficas de suas assinaturas, quando notou-se que elas haviam sido escritas por várias pessoas, indicando a hipótese de que ele seria analfabeto.
Sua chegada ao Brasil não é documentada. São várias as hipóteses de como teria chegado ao sudeste brasileiro. Uma delas é como um náufrago, talvez oriundo da armada de Pedro Álvares Cabral; outra hipótese é que Ramalho teria sido degredado por algum crime cometido em Vouzela, e a terceira hipótese é que ele teria sido voluntário para colonizar o Brasil logo após sua descoberta. Também não se sabe quando chegou; foram aventadas datas tão recuadas quando 1490, a partir da presunção da data de seu nascimento segundo o cronista frei Gaspar, o que o faria ter chegado à América antes de Colombo e Cabral, hipótese que chegou a causar certa sensação quando foi proposta em 1899, mas logo tida como um exagero ou um erro na grafia da idade. Aceita-se em vez algum período entre 1508 e 1511 ou em 1515. Teria sido o primeiro português a habitar o Brasil meridional. Diz o pesquisador João Batista de Castro Júnior que "teria sido, provavelmente, numa versão de alto coeficiente de credibilidade, sobrevivente, ao lado de Antônio Rodrigues, de um naufrágio ocorrido por volta de 1510, relatado por Gonzalo Hernandez de Oviedo y Valdez, segundo a associação feita por Cortesão (1955:96 e 137) a partir do seguinte trecho do cronista espanhol: 'em frente desta ilha, oito ou dez léguas, estão duas ilhotas, onde portugueses de uma nau naufragaram, salvando-se as pessoas em um batel, e ficaram na dita ilha dos Porcos alguns dias, e então se mudaram para São Vicente'."
Outro dado que torna misteriosa sua chegada ao Brasil e inclusive o seu ano de nascimento, é a existência de uma Carta de Cavaleiro datada de 1487 em nome de um João Ramalho, ou seja, seis anos antes do seu suposto nascimento em 1493. Ela está no Arquivo Nacional da Torre do Tombo, em Lisboa, e significaria que João Ramalho foi "cavaleiro, guarda-mor" do rei D. João II de Portugual. Porém, pode se tratar de outra pessoa.
De sua chegada ao Brasil até 1532, não há muitas informações do que aconteceu com João Ramalho. Ele encontrou índios tupiniquins, ou piratiningas, com quem passou a viver e ficou próximo do famoso cacique Tibiriçá ("Vigilante da Terra", na língua tupi), um dos principais líderes dessa tribo no Planalto Paulista. Sua aldeia seria, segundo algumas fontes, na região onde hoje fica o Largo de São Bento.
Após sua aproximação, casou-se com uma das filhas do cacique, Bartira (M'bicy), que significa "Flor de Árvore" em tupi, e posteriormente seria batizada com o nome cristão de Isabel Dias. Porém, como era de costume entre os povos nativos locais, ele teve outras mulheres, inclusive algumas irmãs de Bartira. João Ramalho formou, assim, uma forte aliança de sangue com os índios tupiniquins, uma aliança que, nas tradições indígenas, é para toda a vida. Segundo algumas fontes, ele tornou-se inclusive influente entre os índios da aldeia, podendo arregimentar 5 mil índios em um só dia.

## Encontro com Martim Afonso de Sousa
Em 1532, João Ramalho se encontrou com Martim Afonso de Sousa na vila de São Vicente, também conhecida como Porto dos Escravos. Martim, que se tornaria posteriormente o primeiro donatário da Capitania de São Vicente, havia acabado de aportar na região, pois estava desbravando as terras brasileiras a serviço da Coroa Portuguesa. Foi recebido por João Ramalho e por Antônio Rodrigues, de quem pouco se sabe, além de que fora casado com uma filha de Piquerobi (um irmão do chefe Tibiriçá), o cacique de São Miguel de Ururaí, com quem teria tido muitos filhos.
Martim teria ouvido histórias de que haveria ouro e prata no alto da serra. Ramalho então decidiu guiá-lo por dentro dela por um caminho conhecido entre os índios, e hoje chamado a Trilha dos Tupiniquins.
Ramalho e Martim teriam ido em barcos a remo da Vila de São Vicente até a Piaçaguera de Baixo, local onde hoje fica Cubatão. Depois, teriam caminhado por terras alagadas até a Piaçaguera de Cima, de onde começaram a subida da Serra de Paranapiacaba (em tupi, lugar de onde se vê o mar). Chegaram até a nascente do Rio Tamanduateí, de onde seguiram o curso da água e chegaram a um campo sem árvores, e posteriormente, a uma colina onde se localizava a Aldeia de Piratininga, local onde seria erguida a vila de São Paulo dos Campos de Piratininga.
O cacique Tibiriçá teria ajudado na missão de Ramalho com Martim Afonso. Teria, inclusive, se tornado um grande admirador do explorador português, e quando teve que escolher um nome cristão para ser batizado, escolheu Martim Afonso Tibiriçá.
Martim Afonso percebeu que João Ramalho era o principal líder das tribos tupiniquins na região do Planalto Paulista. Ramalho, inclusive, sequestrava e aprisionava índios de grupos rivais, para então serem vendidos aos portugueses como escravos. Segundo a pesquisadora Clara Falcão Pereira, "era comum que a inserção dos europeus nas sociedades indígenas resultasse na escravização de parte dos nativos, principalmente por meio da participação exercida pelos portugueses nas guerras interétnicas. [...] O português chefiou guerras contra etnias inimigas dos tupiniquins e até mesmo contra grupos tupiniquins rivais de Tibiriçá. Devido à presença de João Ramalho nesses conflitos, os portugueses conseguiram não só cativos indígenas, como também o apoio de uma liderança importante, Tibiraçá, o que propiciou o início da colonização na região de São Vicente. [...] Foi por meio da relação entre Tibiriçá, líder da aldeia de Inhapuambuçu, e o português João Ramalho, que os portugueses conseguiram se assentar em São Vicente e dar início ao tráfico de escravos nativos na região, que adentrou os séculos e sustentou por bom tempo a economia e sociedade da capitania". Além disso, foi a partir desse ponto que os colonizadores portugueses notaram que acima e após a serra haviam terras mais povoadas, ricas e férteis do que a faixa litorânea onde ficavam as ilhas de São Vicente e Santo Amaro.

## Santo André da Borda do Campo
Santo André da Borda do Campo teria sido a primeira povoação brasileira fundada no planalto, provavelmente por volta de 1550. Teria sido fundada em uma empreitada de João Ramalho, a conselho do padre Leonardo Nunes. Em 1553, o local foi elevado a categoria de vila pelo primeiro governador-geral do Brasil, Tomé de Sousa. João Ramalho foi decretado Alcaide-mor do Campo (espécie de prefeito) do local quando a povoação foi elevada a vila, sendo também, posteriormente, decretado o Primeiro Capitão de Guerra de São Paulo. Foi declarado ainda o guarda-mor da região. Não se sabe exatamente a localização da vila. Historiadores acreditam que ficava em algum ponto onde hoje é São Bernardo do Campo, possivelmente nas bordas do campo de Piratininga e dos sertões da Serra de Paranapiacaba.
Na vila, os casebres eram feitos de taipa-de-mão e cobertos de sapé; eram simples choupanas, cercadas de pau-a-pique, e numa delas funcionava a Câmara Municipal; as mulheres eram mestiças, de fisionomias endurecidas pelos trabalhos incessantes.
Na época, João Ramalho já era um dos homens mais poderosos da região, tendo guerreado contra tribos inimigas e pacificado a província. Para isso, teria reunido cinco mil índios, enquanto o rei de Portugal só conseguira reunir dois mil homens.
Por ter fundado Santo André da Borda do Campo, teria sido apelidado de o "Patriarca do Campo"; o local, inclusive, teria estado no início do que seria a cidade de São Paulo.
No ano de 1553, Santo André da Borda do Campo viveu o ponto mais influente de sua vida. Foi então que surgiram os primeiros jesuítas: os padres Manuel da Nóbrega e Leonardo Nunes.
Nos anos de 1557 e 1558, João Ramalho foi eleito vereador da câmara municipal de Santo André da Borda do Campo.

## Relação difícil com padres
João Ramalho passou a ter uma conturbada relação com os padres. Eles o viam como um homem bruto que tinha várias mulheres, andava nu pela cidade e não respeitava os mandamentos cristãos. Mesmo assim, os padres jesuítas receberam o apoio tanto de João Ramalho quanto de Tibiriçá, sem os quais o projeto de expansão jesuítica na região teria sido mais complicado. Tibiriçá, inclusive, teria arregimentado os índios de sua aldeia para virem morar perto de Santo André da Borda do Campo, para que fossem doutrinados pelos jesuítas. Tibiriçá e João Ramalho foram também quem garantiram a segurança do local contra a investida de inimigos de outras tribos indígenas.
João Ramalho era excluído de participação carismática. Mesmo assim, em uma missa realizada na Capela de Santo André, na cidade de Santo André da Borda do Campo, João Ramalho teimou em participar, mesmo sem ter tal autorização; por isso, acabou expulso pelo padre Leonardo Nunes ou Leonardo Sousa. O argumento utilizado pelo padre era que o português teria sido excomungado um tempo antes por viver em concubinato com mais de uma mulher. O padre teria ficado horrorizado com o que presenciava, como o cativeiro dos índios, então fora ele quem excomungou João Ramalho.

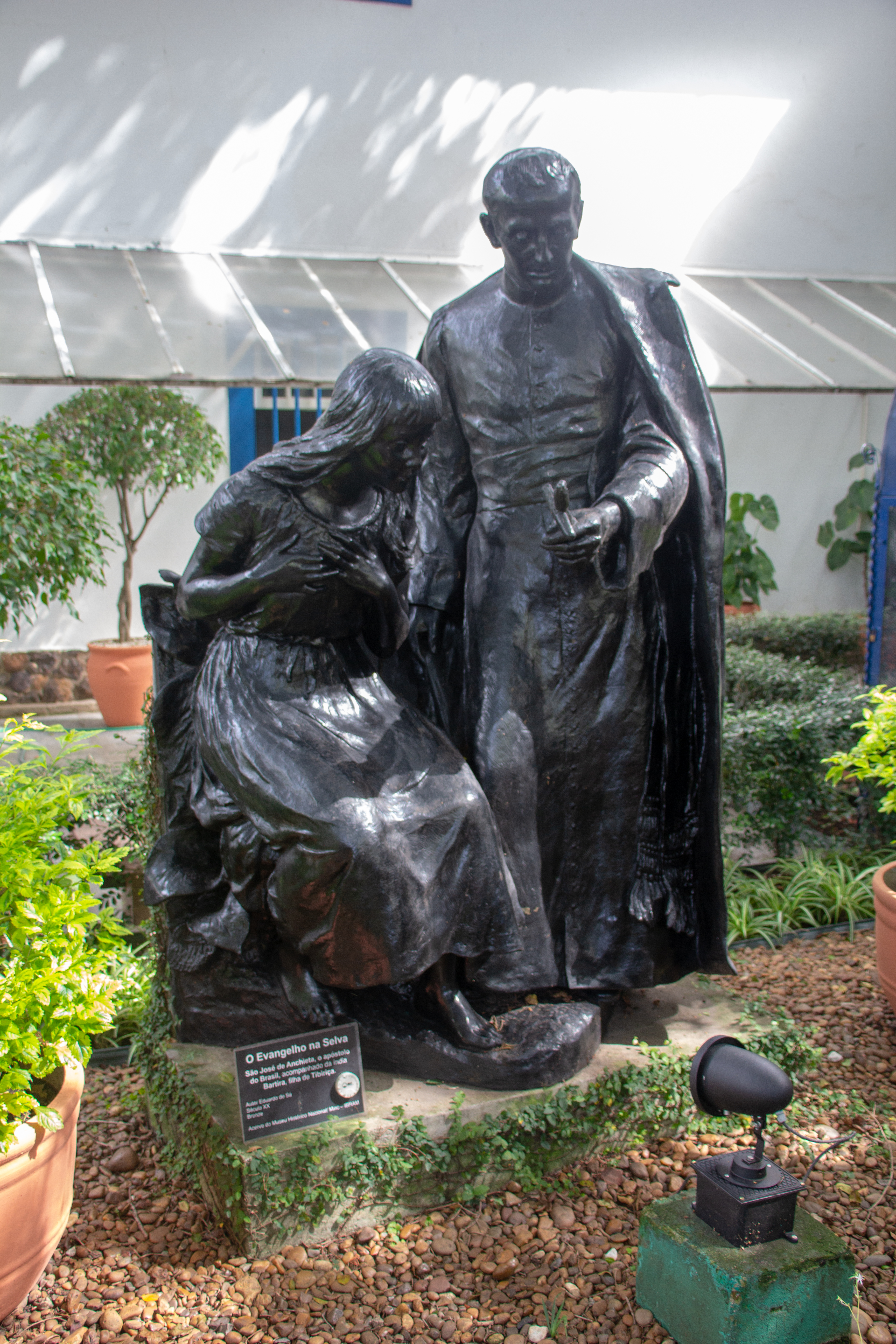
Estátua de Eduardo de Sá representando a índia Bartira e o padre José de Anchieta

Após João Ramalho ser expulso da missa, os filhos dele, que não eram poucos, resolveram tomar uma satisfação. Apareceram então na cidade armados de trabuco, uma espécie de espingarda de um só cano, curto e de boca larga; estavam dispostos a matar o padre jesuíta. Estavam lá os filhos André, o mais velho, com Vitório, Antônio, Marcos e João. Em casa ficaram as filhas Joana, Margarida e Antônia.
Quando Bartira descobriu o que seus filhos estavam tramando, foi atrás deles e os interceptou. Desarmou-os, e assim salvou a vida do padre Leonardo Nunes.
Irritado com a atitude do padre, Ramalho foi se queixar com o superior local dos jesuítas, o padre Manuel da Nóbrega. Ramalho denunciou para ele o comportamento impróprio de alguns sacerdotes, que também teriam pecado contra a castidade. Isso teria levado Nóbrega a tomar medidas contra seus companheiros.
Após esse primeiro contato, Manuel da Nóbrega e João Ramalho se tornaram mais próximos, ficando amigos. Nóbrega teria batizado então Bartira, que recebeu o nome cristão de Isabel Dias. Nóbrega teria ainda tentado de todo modo retirar a excomunhão de João Ramalho para criar uma situação de dignidade moral e social para ele. Para tanto, Nóbrega escreveu para os seus companheiros jesuítas em Portugal pedindo informações da primeira mulher de Ramalho. Caso ela já tivesse falecido, Nóbrega poderia normalizar a situação de João Ramalho, onde inclusive, ofereceu pagamento em açúcar para que isso acontecesse.
Algumas fontes dizem que Ramalho acabou tendo o seu casamento católico com a índia Bartira (M'bicy ou Isabel Dias), depois disso; outras, porém, dizem que é provável que Nóbrega tenha descoberto que a primeira mulher de João Ramalho, Catarina Fernandes das Vacas, ainda estava viva, pois no testamento que João Ramalho fez em 1580, Bartira era figurada como a sua criada e não como a sua mulher.
Foi nessa época também que, o sogro de João Ramalho, o cacique Tibiriçá, foi batizado, passando a se chamar Martim Afonso Tibiriçá, em homenagem ao explorador que conhecera anteriormente. Além disso, a pedido de Nóbrega, João Ramalho mandou o seu filho mais velho, André, acompanhar o padre no interior do território, em uma expedição que tinha como objetivo buscar mais índios, para que esses fossem catequizados.

## Fim de Santo André da Borda do Campo
Em 1560, a vila, que sofria ataques cada vez mais frequentes dos índios tamoios, estava em um estado de decadência, e não chegava a contar com mais de trinta moradores brancos. Os habitantes restantes, com medo de que a vila fosse completamente destruída e aproveitando que o terceiro governador geral do Brasil, Mem de Sá, estava em São Vicente, pediram a ele que os transferisse para a aldeia de São Paulo dos Campos de Piratininga, que na época já progredia.
Assim, no mesmo ano, Mem de Sá ordenou que todos os moradores restantes de Santo André da Borda do Campo, assim como sua Câmara Municipal e até mesmo seu pelourinho, símbolo da Coroa portuguesa, fossem transferidos para a aldeia de São Paulo dos Campos de Piratininga. Assim, a aldeia que hoje é São Paulo acabou por absorver completamente a vila fundada por João Ramalho; nesse ponto São Paulo passou da categoria de aldeia para a de vila.
O próprio João Ramalho acabou concordando com a mudança, e foi contentado com a nomeação de capitão-mor de São Paulo. Além disso, já sendo vereador em Santo André da Borda do Campo, João Ramalho passou a ser vereador paulistano.
A mudança acabou agradando muito aos jesuítas, que viram o Colégio de Jesuítas que haviam fundado na vila São Paulo dos Campos de Piratininga ficar mais protegido de ataques indígenas.

## Cerco de Piratininga

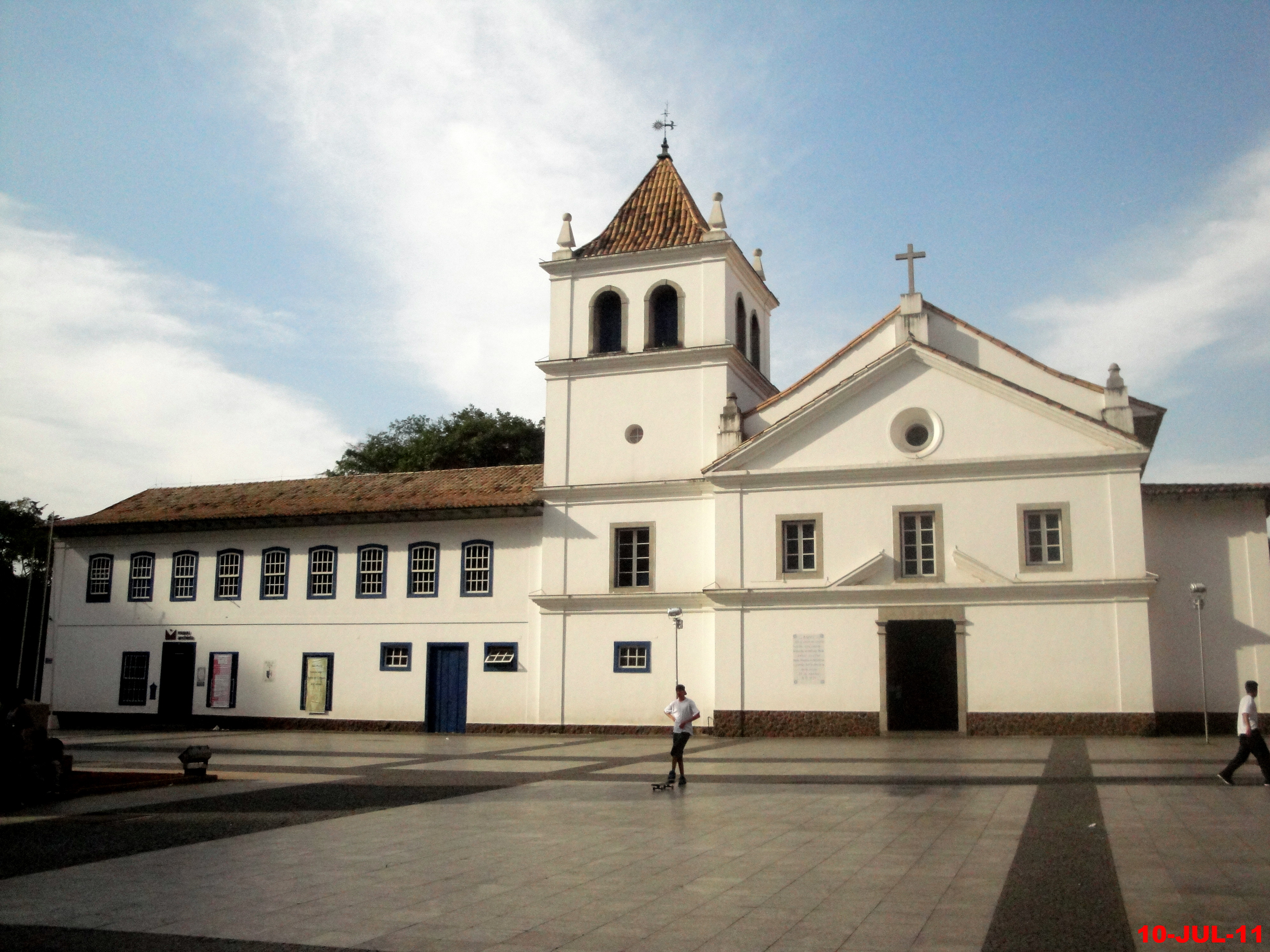
O Pátio do Colégio, local da fundação de São Paulo

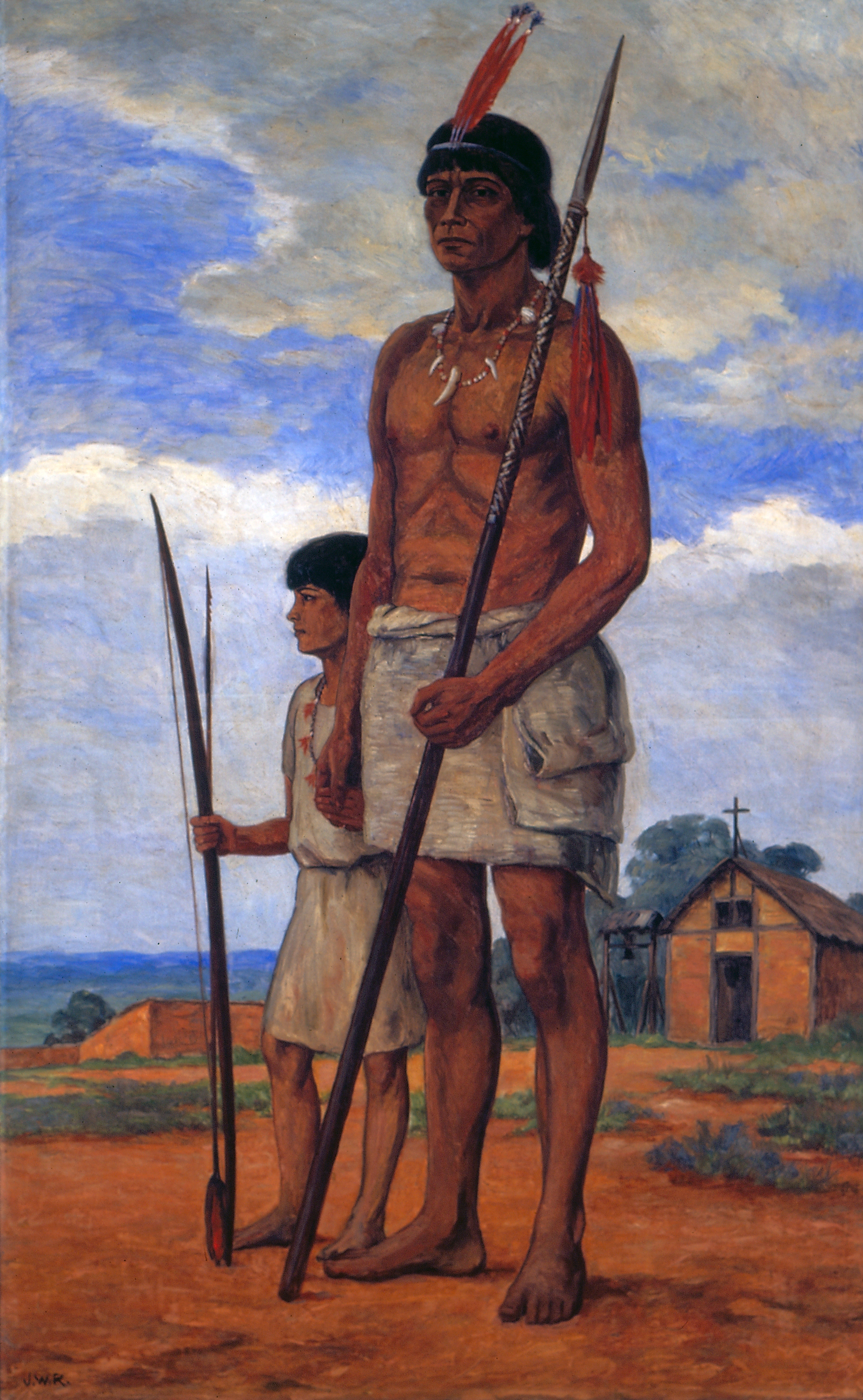
Tibiriçá, pintura de José Wasth Rodrigues

Os índios da tribo dos tamoios, ou Tamóias, que atacavam constantemente a região, não se intimidaram com a união das duas vilas, e fizeram planos para um ataque. Aliaram-se aos índios guaianenses, aos tupis e aos carijós, e atacaram a Vila de São Paulo, em 1562. Os indígenas teriam chegado em uma manhã, e estariam pintados, emplumados e com grande alarido (gritaria), segundo relato do padre José de Anchieta. A coligação de índios teria mantido a vila sob cerco durante dois dias, chegando até a avançar dentro dela.
João Ramalho foi designado a capitão-mor da Praça ou de São Paulo (uma espécie de protetor da região) por decisão popular, e lhe teve atribuída a tarefa de comandar a resistência da vila. Ao lado de Tibiriçá, seu sobrinho Jaguaranho, Ramalho e o povo de São Paulo conseguiram repelir os índios que cercaram a região. Anchieta atribuiu a Tibiriçá o papel de "fundador e conservador da Casa de Piratininga".
Esse episódio tem importância por consolidar a dominação portuguesa na região e oferecer uma radiografia das relações de poder entre os diferentes grupos de indígenas no contexto de uma invasão estrangeira. Segundo o professor da Unesp Paulo Henrique Martinez, "foi um dos primeiros conflitos abertos envolvendo o uso e a ocupação da terra e as relações sociais entre interesses conflitantes no planalto paulista: Igreja Católica, colonos, autoridades coloniais, lideranças indígenas e grupos indígenas". Para o professor da Unifesp José Carlos Vilardaga, foi graças à vitória dessa aliança que o núcleo que daria origem a São Paulo pôde sobreviver. Já o professor do Museu Paulista Paulo César Garcez Marins chama a atenção para o fato que esse evento foi em grande parte uma guerra entre facções indígenas diferentes, mas a historiografia tendeu a interpretá-lo como uma adesão dos índios à causa portuguesa, aproveitando para exaltar o protagonismo de Ramalho e Tibiriçá e a santidade de Anchieta na mitologia paulista.
Tibiricá, em 25 de dezembro do mesmo ano, começou a ficar muito doente. Era vítima de uma peste. A notícia que estava mal e prestes a falecer reuniu muitos índios e padres da vila. A tarde, Martim Afonso Tibiricá faleceu. Seu sepultamento aconteceu com pompa no Centro de São Paulo, onde foi enterrado e teve seu túmulo colocado na cripta da Igreja da Sé. No ato estiveram presentes João Ramalho e sua família, a sua mulher Bartira (M'bicy), os seus muitos filhos e netos. O local de importância de seu enterro foi escolhido como reconhecimento à sua bravura nas batalhas em que protegeu a região.
Como gratidão ao serviço prestado na vila, João Ramalho teria sido novamente eleito vereador de São Paulo, em 1564. Porém, já velho (por volta dos setenta anos), Ramalho recusou o posto, como consta da ata da Câmara Municipal de 15 de fevereiro de 1564.
Ramalho decidiu então abandonar o Planalto Paulista, e foi morar em uma cabana rústica no vale do Paraíba, onde se hospedou na casa de Luís Martins.
Já adoecido, João Ramalho chamou então, em 3 de maio de 1580, o tabelião Lourenço Vaz, e ditou para ele seu testamento. O documento ficou transcrito nas notas do tabelião na vila de São Paulo. Nele, estava narrada a vida de João Ramalho. Faleceu então dois anos depois, em 1582, em local desconhecido na selva.

## Descendentes
João Ramalho pode ser chamado de pai dos brasileiros, pois grande parte da população brasileira descendente dele, inclusive muitos famosos, etc.
João Ramalho teria deixado como descendentes a chamada dinastia de mamelucos, filhos de portugueses com indígenas, e teria recebido apelidos como o pai dos paulistas e o fundador da paulistanidade.
Entre os seus vários descendentes tem figuras conhecidas, como a cidadã nascida brasileira-alemã e depois rainha consorte Sílvia da Suécia (casada com o rei Carl Gustav XVI da Suécia) e ainda a famosa escritora brasileira Lygia Fagundes Telles. Por meio de sua neta Catarina Ramalho Ferreira, foi tetravô dos bandeirantes Domingos Luís Leme e Fernão de Camargo.
Alguns dos seus filhos conhecidos são:
- Francisco Ramalho Tamarutaca, que teria sido casado três vezes, sendo o primeiro e o terceiro casamento com Francisca e Justina, respectivamente, duas índias.[14]
- Antônio de Macedo, casado.[14]
- Vitorino Ramalho, casado e que teria sido assassinado pelos índios Tupiniquins, em algum lugar nas proximidades da Vila de São Paulo.[14]
- Joana Ramalho, casada com Jorge Ferreira, que foi, em 1556, locotenente do donatário da Capitania de Santo Amaro, Martim Afonso.[14]

E ainda outros, de quem não se tem mais informações.

## Memória

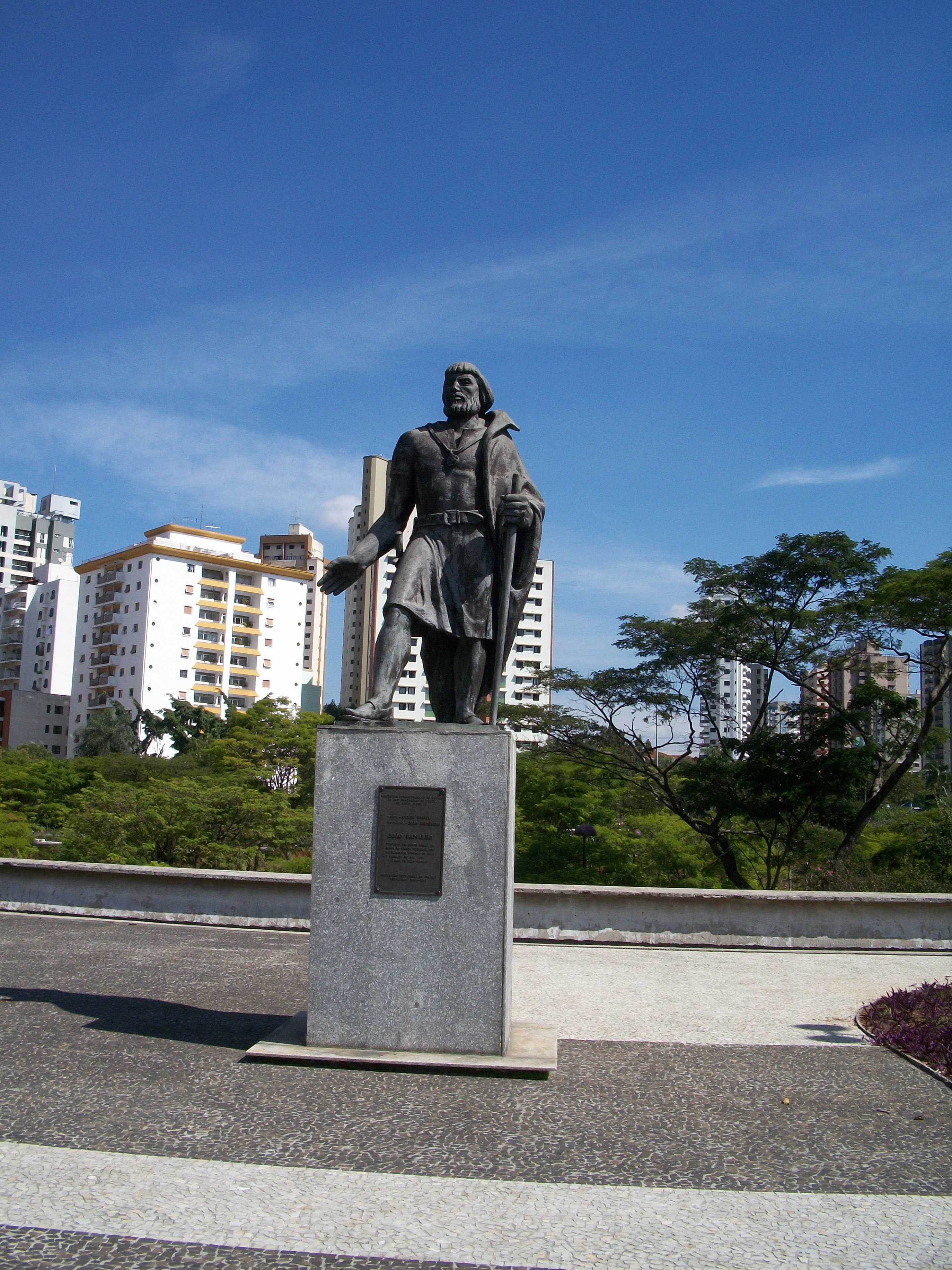
Estátua de João Ramalho erguida no centro de Santo André.

Sua fama oscilou muito ao longo do tempo. Os jesuítas o viram geralmente como uma pessoa de trato difícil e de hábitos condenáveis. Autores setecentistas como frei Gaspar e Pedro Taques trataram-no positivamente, de acordo com seu projeto de valorizar a aristocracia paulista e contestar a descrição pessimista dos colonizadores e bandeirantes feita pelos religiosos e oficiais da coroa.
Na época da comemoração do Quarto Centenário do Descobrimento do Brasil, em 1900, a elite de São Paulo buscava algum personagem que pudesse representar a grandeza, austeridade e força do estado, parte de um programa para disputar com os outros estados a hegemonia política nacional. Para alguns intelectuais da época, membros do Instituto Histórico e Geográfico de São Paulo, João Ramalho poderia ser esse personagem; porém, ao longo do século XIX sua imagem havia sido predominantemente negativa, sendo acusado de infâmia, assassinato e poligamia, o que motivou uma pesquisa mais aprofundada com vistas à sua reabilitação. Essa pesquisa foi influenciada por motivações políticas, as opiniões se dividiram e desencadeou-se grande polêmica. Para parte dos pesquisadores, ele assumia um caráter heroico e ficava claro seu protagonismo no processo de povoamento de São Paulo, para outros continuava sendo um aventureiro analfabeto e de vida dissoluta que ganhara poder por meios violentos e criminosos.
Em grande parte a divisão de opiniões surgira por causa da própria escassez de dados confiáveis sobre ele. Até 1900 o que se conhecia era em sua maioria derivado primariamente de poucas cartas dos jesuítas, que eram criticados como suspeitos de parcialidade por tomarem sempre o partido dos índios e por entrarem em repetidos conflitos com Ramalho, e de algumas crônicas posteriores de oficiais da Coroa e viajantes, com informações de segunda mão, também postas sob suspeita e interpretadas de formas muito divergentes. Por muito tempo seu testamento, um documento de grande importância informativa, ficou desaparecido. Frei Gaspar alegou que tivera acesso a uma cópia do original, mas ninguém mais a viu, abrindo caminho para que se tecessem especulações ousadas mas insubstanciais sobre seu conteúdo; chegou-se a acusar frei Gaspar de inventar o documento para justificar suas ideologias. Só com as pesquisas de Washington Luís uma cópia foi encontrada em 1904 entre os papéis deixados por José Bonifácio, e logo publicada na Revista do IHGSP, o que deu apoio crucial para as informações transmitidas por frei Gaspar, embora a interpretação que ele havia tirado dos fatos narrados tenha sido criticada. Segundo Ferretti & Capelato, "neste contexto de apropriação política do passado, a figura de João Ramalho foi a mais polêmica; desde os aspectos mais simples de sua personalidade até os mais complexos referentes à sua participação no processo colonizador foram alvo de contestação. A quase completa inexistência de fontes primárias a seu respeito fez com que os debates do século XIX e XX se restringissem aos poucos testemunhos secundários dos cronistas coloniais sobre a sua pessoa".
Depois de intenso debate, nas décadas seguintes, especialmente em torno de algumas comemorações cívicas importantes realizadas em São Paulo, como o centenário da Independência em 1922 e os quatrocentos anos de fundação da capitania de São Vicente em 1932, quando se procurava reforçar a imagem do bandeirante como símbolo do paulista, predominou uma visão positiva de João Ramalho, projetado como patriarca da estirpe paulista e iniciador do empreendimento bandeirante. Nesta fase um dos seus advogados mais importantes foi Afonso d'Escragnolle Taunay, diretor do Museu do Ipiranga entre os anos de 1917 e 1939, destacando-se em seus esforços reabilitadores sua obra João Ramalho e Santo André da Borda do Campo. Também a ele se deve a produção de uma importante iconografia sobre os pioneiros, incluindo João Ramalho e Tibiriçá na galeria de heróis instalada no Museu, sendo considerados "os patriarcas europeu e americano dos mais velhos troncos vicentinos". Diz Sílvia Raimundo que Taunay, "muito consciente da importância do mito e da ação educativa de um museu, tanto pela sensibilização do visitante como pelo número total de frequentadores do espaço, buscou um elemento que pudesse, no interior da instituição, representar o povo paulista nas suas maiores virtudes. E assim, a partir do uso de uma imagem inventada – o bandeirante paramentado com gibão e botas –, o diretor contribuiu para a formação da imagem do expansionista que hoje povoa o imaginário de tantos brasileiros". Depois a mitologia do bandeirante continuou sendo alimentada, sempre tentando colocar São Paulo e seus heróis em primeiro plano na história do Brasil, mas o interesse por Ramalho diminuiu, permanecendo, contudo, um personagem importante para seu local e tempo.
Em 1927, os vereadores de São Paulo homenagearam o casal Bartira e João Ramalho colocando seus nomes em duas ruas no bairro Perdizes. João Ramalho é lembrado também como o responsável por levar ao sertão do Brasil um pouco da cultura europeia, sempre carregando a bandeira de Portugal. Por isso é lembrado como o "patriarca europeu da gente de São Paulo". É lembrado ainda como um dos portugueses com maior influência na miscigenação entre indígenas e europeus, sendo que seus descendentes, os mamelucos, seguiram seus passos e foram bandeirantes no sertão brasileiro, conquistando terras. Sua importância no sertanejo brasileiro também foi significativo, pois ao chegar nos locais interioranos no Brasil, acabou por introduzir novos métodos de administração, novos costumes e novos usos, que resultaram em mudanças e adaptações da língua e das religiões locais.

### Judaísmo
Adicionando combustível à polêmica em torno da sua memória, a partir das comemorações dos quatrocentos anos da descoberta do Brasil começou a se debater a possibilidade de que João Ramalho fosse judeu ou cristão-novo. Considerando a carga de preconceitos históricos contra os judeus, a abertura desse debate por João Mendes Júnior, membro do Instituto Histórico e Geográfico de São Paulo — o guardião por excelência da "tradição paulista" —, causou alvoroço entre a intelectualidade, parte da qual queria consolidar João Ramalho na categoria de herói desbravador dos sertões e fundador de ilustre progênie mestiça com sua esposa Bartira, um símbolo da bravura e da identidade do povo paulista e da sua importante contribuição à formação do Estado nacional e da sociedade brasileira.
Essa possibilidade nunca foi provada conclusivamente. Apesar disso, diversos historiadores e intelectuais se convenceram de que há indícios sugerindo criptojudaísmo, a começar pelo estranho símbolo que apunha em sua assinatura, na forma de um ⊃, que para eles seria a letra hebraica כ (cafe), o que deveria significar que ele era culto e versado na Cabala, e que o uso desta letra teria poderes místicos, e ao mesmo tempo afirmaria sua origem judaica. No entanto, esse símbolo foi interpretado de formas diferentes por outros estudiosos: seria o desenho de uma ferradura, e devia significar uma superstição para atrair boa fortuna; ou seria um sinal maçônico, ou uma marca de nobreza. Criticado pelos padres em função de sua vida à maneira indígena, com várias mulheres, andando nu, excomungado e não cumprindo com as obrigações esperadas de um cristão, foram fatos interpretados por alguns como mais uma evidência de criptojudaísmo. A escassez de fontes sobre sua vida problematiza a confirmação dessas especulações sobre seu judaísmo. Não foi encontrada nenhuma citação explícita e inequívoca nos cronistas da época a respeito. Ao contrário, José de Anchieta, que o conheceu, disse que ele era um cristão português.